# La Quebrada (paroisse civile)
Pour les articles homonymes, voir Quebrada.
La Quebrada est l'une des six paroisses civiles de la municipalité d'Urdaneta dans l'État de Trujillo au Venezuela. Sa capitale est La Quebrada, chef-lieu de la municipalité.

## Géographie

### Démographie
Hormis sa capitale La Quebrada, la paroisse civile possède plusieurs localités :
- El Corozo
- La Quebrada
- Quebrada de Cueva

### Environnement
La partie méridionale de la paroisse civile est occupée par la zone protégée du monument naturel Teta de Niquitao-Guirigay.